# Borgeln
Borgeln – wieś w gminie Welver w powiecie Soest, w kraju związkowym Nadrenia Północna-Westfalia, w rejencji Arnsberg.

## Demografia
Według spisu ludności z końca 2024 roku, w Borgeln mieszkało 949 mieszkańców, z czego 476 to mężczyźni, a 473 kobiety.

## Geografia

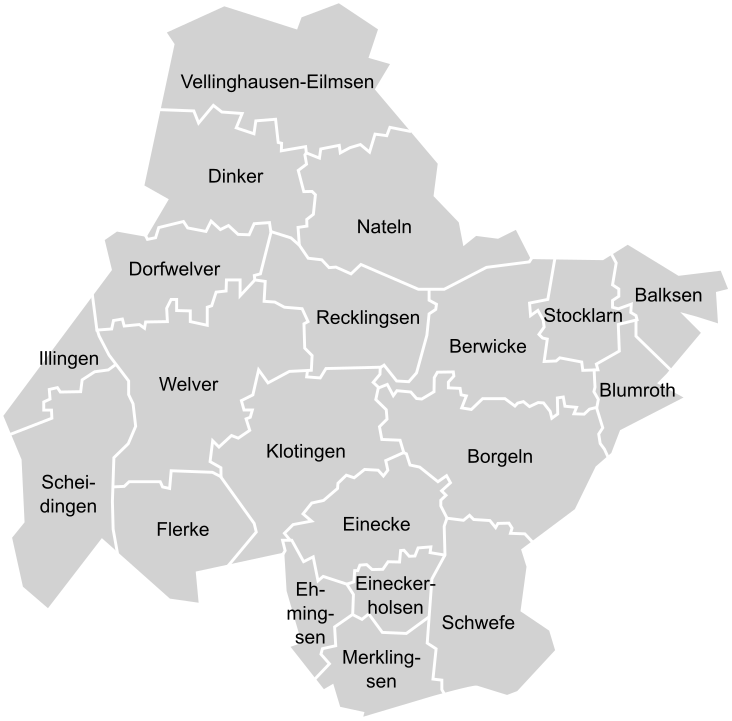
Dzielnice gminy Welver

Borgeln mierzy powierzchnię 6,67 km².
Dzielnica leży we wschodniej części gminy i graniczy z pięcioma innymi dzielnicami: Berwicke, Blumroth, Schwefe, Einecke i Klotingen.

## Historia
Pierwsza wzmianka o Borgeln pochodzi z 1021 roku. Wtedy wieś nazywała się Burclaun.

### Reorganizacja gmin
W ramach reorganizacji gmin 1 lipca 1969 roku Borgeln wraz z 20 innymi miejscowościami stało się częścią nowej gminy Welver.

## Polityka
Panią burmistrz Borgeln jest Anke Wolff-Hochstein.